# Benedetto Bordone

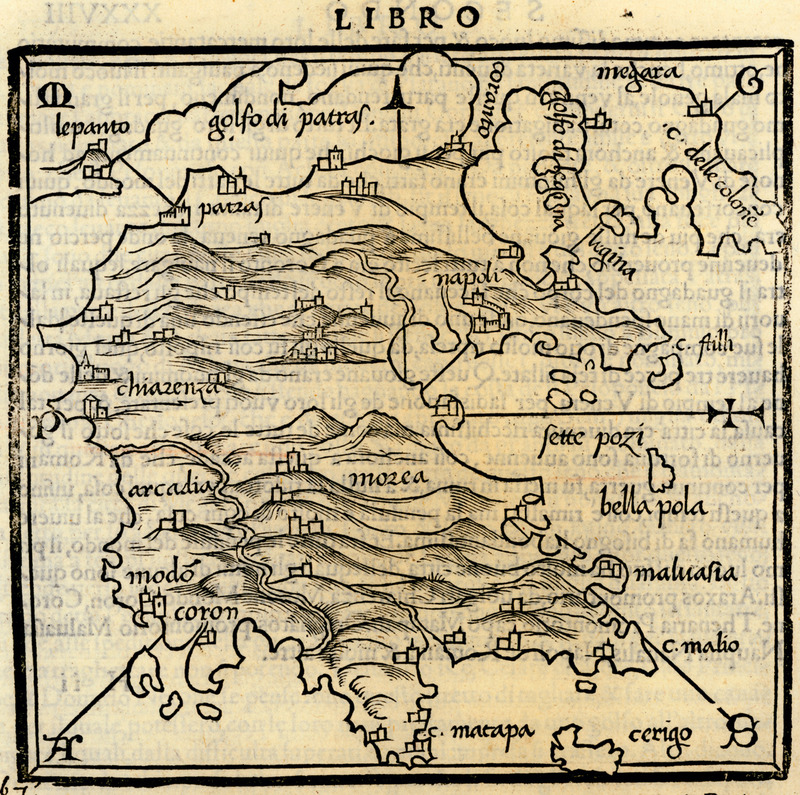
Mappa del Pelopponeso - Benedetto Bordone, 1547-

Benedetto Bordone (Padova, 1450 – Padova, 1530) è stato un miniatore, cartografo e geografo italiano.

## Biografia
Nato a Padova da una modesta famiglia con un fratello barbiere come il padre Baldassare e un nonno sarto, Benedetto Bordone visse quasi interamente a Padova, allora facente parte della Repubblica di Venezia, successivamente si trasferì a Venezia. Ebbe cinque figli, tre femmine e due maschi; si ipotizza che uno di questi fosse il filologo Giulio Cesare Scaligero, al quale decorò il diploma della laurea in artibus con lo stemma della famiglia Bordone.
Cresciuto nel clima veneto-padovano, immerso nella cultura antiquaria ed educato nella scuola capeggiata da Andrea Mantegna e Giovanni Bellini, ha ottenuto con il tempo rilevanza la sua arte della miniatura, caratterizzata da soggetti eterogenei, spaziando da quelli religiosi a quelli cartografici, in risposta al clima intellettuale veneto del Quattrocento, legato alla classicità. Ebbe ben presto dei prestigiosi incarichi, che gli permisero di imporsi negli ambienti culturali delle due città, entrambe all'avanguardia nella fiorente arte della stampa; strinse sodalizi particolari con Aldo Manuzio e Lucantonio Giunta. 
Benedetto Bordone prima di morire tornò nella sua città natale, Padova, per morire a casa del medico Baldassarre, figlio del fratello Nicolò; i dettagli biografici inerenti alla sua maturità si evincono dai due testamenti rilasciati il primo a Venezia il 10 aprile 1529 e il secondo a Padova il 9 febbraio 1530; lasciò la famiglia in povertà, così come probabilmente aveva vissuto.

## Periodo padovano

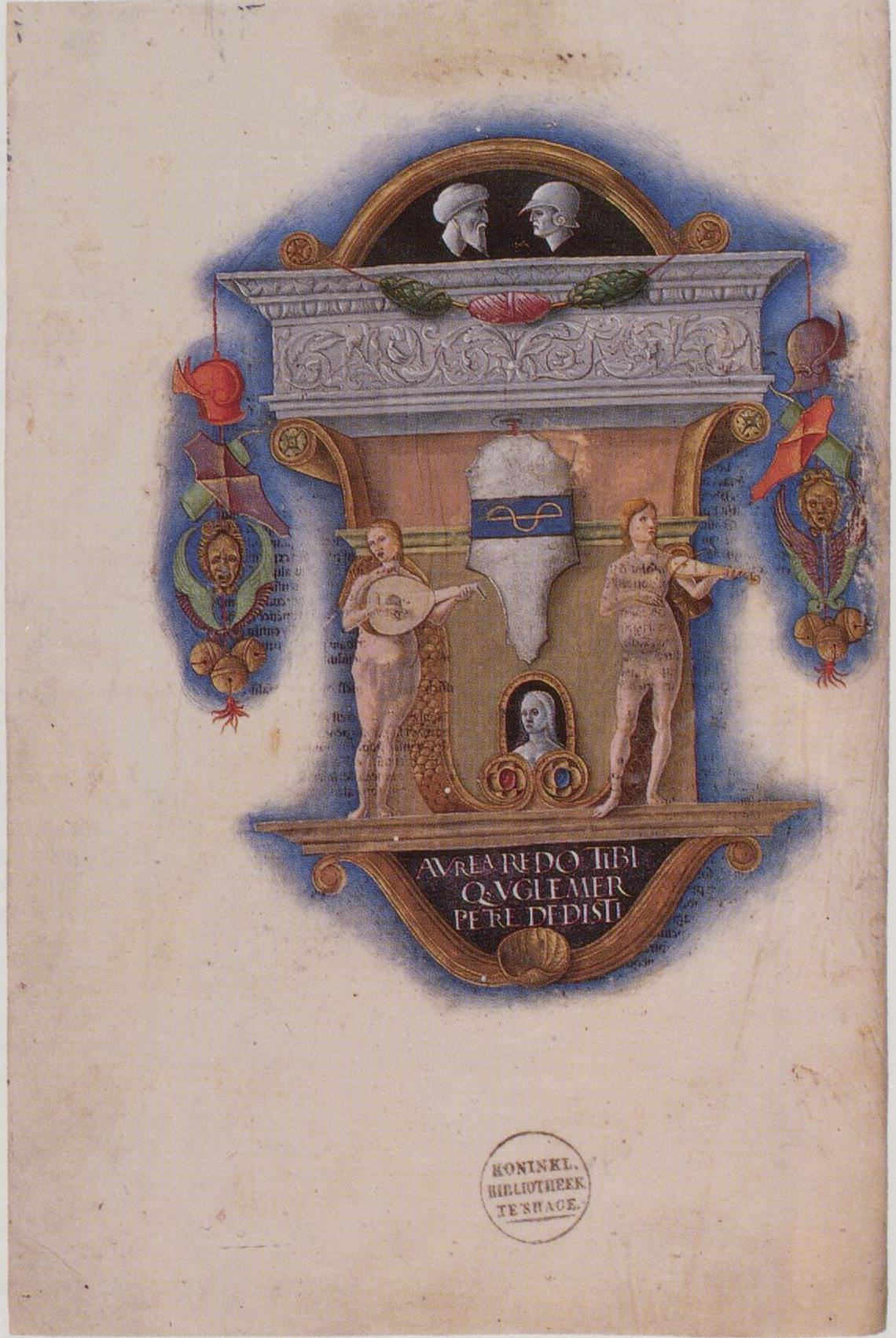
L'Aia, Koninklijke Bibliotheek, KW 169 D 3; Petrus de Abano: Conciliator differentiarum philosophorum et medicorum; c. a1v

Bordone si inserì attivamente nel panorama artistico e commerciale, appartenendo al gruppo di stampatori veneziani che si distinsero per la loro eleganza e precisione, curando di prima persona non solo illustrazioni e decorazioni, ma anche i testi. Il suo nome si trova in un elevato numero di documenti, opere, carte d'archivio, tra cui nel Decretum Gratiani e nel Digestum novum di Giustiniano, stampati a Venezia da Jenson nel 1477, e nelle Decretales di Gregorio IX stampate dallo stesso Jenson nel 1479 (oggi Gotha, Landesbibliothek). Prendendo in analisi i due incunaboli miniati, Digestum novum glossatum e Gregorii IX Decretales cum glossa, si nota come la firma "Benedit. Pata." nel primo e la firma  "Op. Be. Pa." nel secondo, generino ambiguità; è ancor oggi da chiarire se Benedetto Padovano sia da identificare con Benedetto Bordon, anche lui padovano, il quale condivise la stessa epoca e stile. Durante il periodo padovano Benedetto collaborò con Girolamo da Cremona e il Maestro delle sette Virtù, delineando il suo profilo artistico, con cenni dell'arte ferrarese, con le sue luci e forme sotto l'atmosfera padovana antiquaria, con temi iconografici. Fra le sue opere più rilevanti si contano la decorazione dell’esemplare membranaceo Conciliator differentiarum philosophorum et medicorum di Pietro D'Abano, stampato a Venezia nel 1483, dipinto per Peter Ugelheimer, le miniature del Libro d’Ore di Vienna e l’esemplare del Plauto stampato a Venezia nel 1472. Attestano la presenza di Benedetto a Padova fino al 1492 l’atto di matrimonio del 1480 e un contratto di vendita del 1488 redatto presso il convento di San Giovanni di Verdara, e il testamento della madre Bartolomea rilasciato a Padova l’11 luglio 1492. Successivamente si trasferì a Venezia.

## Bottega veneziana
Bordone acquisì ben presto notorietà negli ambienti della Serenissima, affinando la sua tecnica con l'incontro dell'arte lagunare, con aperture verso i paesaggi cimeschi, apprendendo dai quadri del Giambellino le colorazioni sfumate, arricchendo l'arte libraria veneziana mediante la sua esperienza.
Bordone si cimentò anche nel campo dell'editoria, infatti ebbe il privilegio da parte della Repubblica di Venezia di pubblicare, a sue spese, la traduzione latina di alcuni dei Dialoghi di Luciano, pubblicati nel 1494, a Venezia presso Simone Bevilacqua. Si evince che Bordone abbia compiuto il lavoro in maniera completamente autonoma da due distici finali - "Haec lege plena iocis, immistaque seria ludo, / Quando relaxandi cura tibi est animi. / Luciano ex graeco plures fecere latina; / Collecta hinc illinc pressaque Bordo dedit" - e dalla supplica rivolta al doge per il permesso di stampa. Bordone realizzò la corniciatura xilografata iniziale con una tecnica rarissima ai quei tempi, riecheggiando il gusto classicheggiante che aveva appreso in giovinezza: scavò nel blocco di legno il disegno ornamentale anziché lo sfondo, ottenendo la decorazione bianca su fondo nero, ovvero l'effetto su carta di un negativo. 
Miniò libri d’ore, trascritti da Marcantonio Michiel, registrati nel 1532 presso la collezione di Andrea Odoni,  i quali provano la partecipazione di Bordone nelle decorazioni. Gli unici miniatori menzionati da Michiel sono Benedetto Bordone e lo sconosciuto Jacometto Veneziano, autore come Bordone di un Offiziolo appartenente alla stessa collezione; al miniatore padovano si associa anche la decorazione dell'Offiziolo destinato alla devozione privata, di piccole dimensioni, diffusissimi dal metà del Cinquecento. La sua attività editoriale diventò con il tempo determinante, soprattutto grazie al legame con Aldo Manuzio, nella definizione dello stile xilografico veneziano alla fine del Quattrocento. È ancora incerto se la mano del Bordone abbia intagliato le pagine straordinarie dell'Hypnerotomachia Poliphili, stampata da Aldo Manuzio nel 1499, in quanto non esistono prove concrete per stabilirne la paternità. Pare che la mano sia la stessa che operò sui due fregi di Triumpho di Cesaro del 1504 e Tuta la provincia de Italia, entrambi andati perduti.
Constatata la sua padronanza dell'arte della miniatura, gli furono affidate numerose commissioni, da quelle laiche e religiose a quelle repubblicane. Fra le opere più prestigiose si contano i libri da coro manoscritti miniati, appartenuti ai Francescani del convento veneziano di San Nicolò della Lattuga, realizzati a mano con una coloritura coprente e con l’oro, tecnica che rende indubbia la paternità della bottega bordoniana. Appartengono al miniatore sicuramente le opere richieste da Andrea da Venezia, abate del monastero benedettino di S. Giustina di Padova, il quale lo incaricò di adornare le pagine di un evangeliario e di un epistolario; l'evangeliario possiede due miniature, rappresentanti una la Natività e l'altra la Morte di S. Giustina, che recano chiaramente la firma del loro autore. Lo stile di Benedetto Bordone restò sempre conforme al suo periodo giovanile, aggiornandosi solo dal punto di vista formale.

## Isolario
Nel 1528, due anni prima di morire, pubblicò un'opera che compendia la sua inclinazione da cartografo e geografo: Libro di Benedetto Bordone nel qual si ragiona de tutte le isole del mondo, dedicata al nipote medico militare Baldassare, che probabilmente in servizio aveva visitato alcuni dei luoghi descritti nel libro. "Nel qual si ragiona di tutte I'isole del mondo, con li lor nomi antichi & moderni, historie, fauole, & modi del loro viuere, & in qual parallelo & clima giaciono". Nell'opera disegna la mappa del mondo, per la prima volta presentata in forma ovale, la quale rappresentò una valida guida per i marinai. Particolare è la visione del Bordone del Nuovo Mondo, di cui ha dettagliato solo la parte settentrionale del Sud America, rappresentando il Nord America come un'isola.  Nelle successive edizioni l'opera fu chiamata semplicemente L'Isolario e ottenne un notevole successo; Bordone non ne ha mai goduto in quanto morì due anni dopo la prima stampa dell'opera.